# Lansford (Pennsylvanie)
Pour les articles homonymes, voir Lansford.

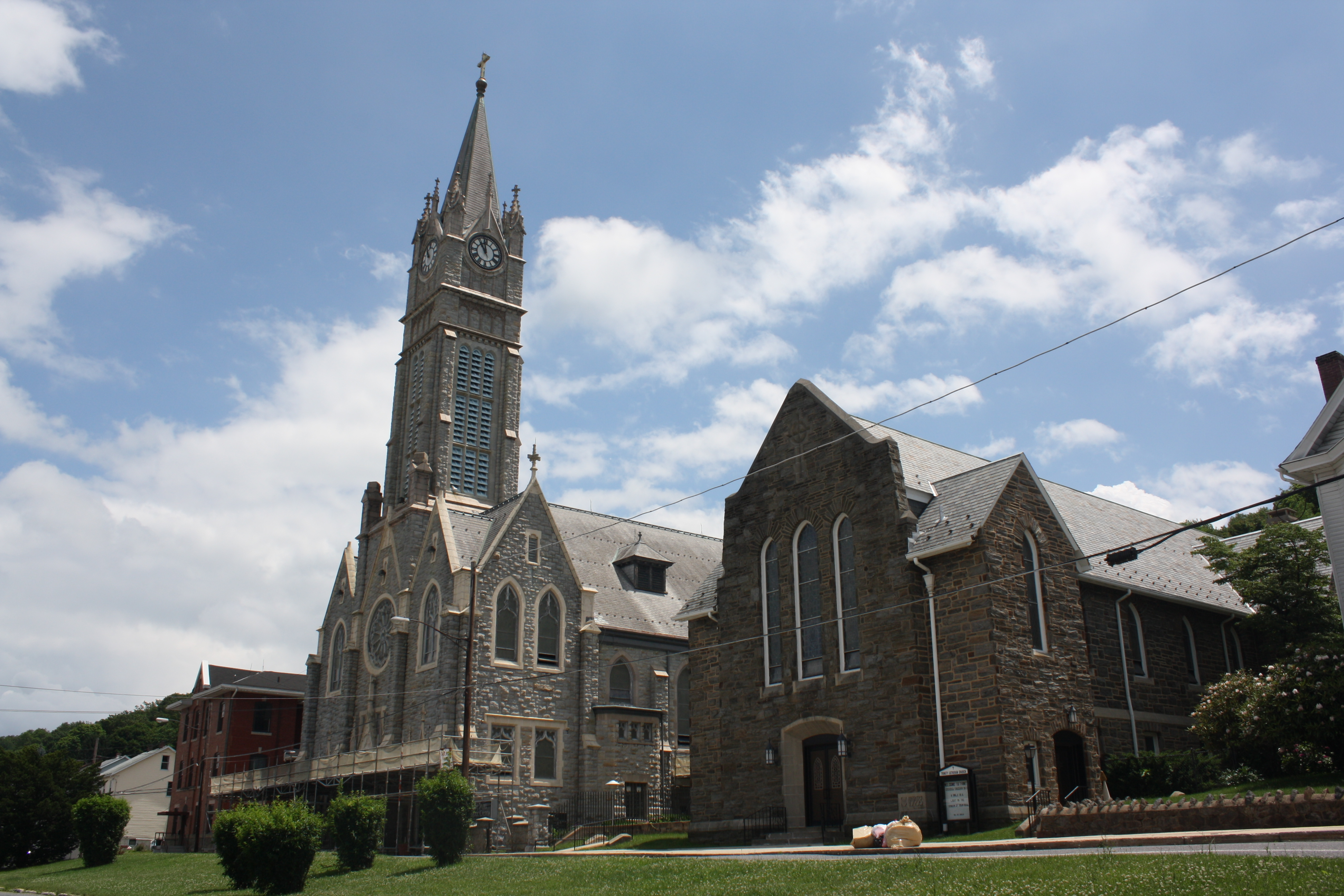
Église St.Katharine Drexel dans le quartier historique de Lansford

Lansford est un borough dans le comté de Carbon, en Pennsylvanie, aux États-Unis.
Lansford s'est développé avec le mines de charbon locales et est nommé d'après Asa Lansford Foster (en), qui était un défenseur de la fusion des petites villes isolées qui se sont développées dans la région.